# 劳动党 (立陶宛)
勞動黨（缩写为DP）是立陶宛的一个中間派政黨，成立於2003年。
2004年歐洲議會選舉，勞動黨獲得最輝煌的成績，以30.2%的高支持度贏得5席歐洲議會議員。該黨加入歐洲社會黨與歐洲自由民主聯盟黨團。
2004年立陶宛議會選舉，勞動黨得票率28.4%，拿下39席，成為立陶宛議會第一大黨。勞動黨在選後與立陶宛社會民主黨、新聯盟（社會自由派）組成執政聯盟。
2008年立陶宛議會選舉，勞動黨與青年黨（Youth）組成選舉聯盟，但只拿下10席，得票率滑落至9%。選後，中間偏右執政聯盟成立。勞動黨成為反對黨。
2011年，新聯盟（社會自由派）併入勞動黨。

## 外部連結
- 官方網站 （页面存档备份，存于）